# Spring Coulee (Alberta)
Spring Coulee est un hameau (hamlet) du Comté de Cardston, situé dans la province canadienne d'Alberta.